# ヴィレッジ (映画)
『ヴィレッジ』（The Village）は、2004年のアメリカ合衆国のホラーミステリ映画。監督・脚本は『シックス・センス』のM・ナイト・シャマラン。

## あらすじ
1897年のアメリカ。森の奥に数十人が自給自足で暮らす小さな村があった。その村には決して周囲の森に入ってはならないという「掟」があり、村人は森に住む「怪物」を恐れ、境界線を守って暮らしていた。「怪物」は時おり恐ろしい姿を現したが、「掟」を守る限り村人に危害は加えなかった。
村長の娘で盲目のアイヴィーには寡黙かつ誠実な若者ルシアスと、知的障害のあるノアの2人の友人がいた。勇敢なルシアスは不足している薬を得るために、森を抜けて町へ行きたいと年長者達に相談するが聞き入れてもらえない。共同で村を治める年長者たちは町に住んだ経験があるが多くを語らず、ルシアスは彼らが何か隠していると疑っていた。
村では最近、動物の死骸が放置される等の奇怪な出来事が頻発していた。村に大きな秘密があると感じるルシアスは、単身森へ入り、「怪物」を呼び寄せる不吉な色とされる「赤色」をした植物を持ち帰った。その晩、赤いローブを着た「怪物」が出現して村を混乱させ、自分を責めるルシアス。そんなルシアスを慰め、愛を告白するアイヴィー。
ルシアスとアイヴィーの結婚が決まり、湧き立つ村。だが、アイヴィーが好きなノアはルシアスを憎み、彼をナイフで刺してしまった。感染症を併発し重体に陥るルシアス。アイヴィーは彼を救う薬を手に入れる為に森を抜け、町に行きたいと村長である父に懇願した。折れた父はアイヴィーに、「怪物」は年長者による演技だという事実と、森を抜ける秘密の道の存在を伝えた。
森を抜けて行くアイヴィーに襲いかかる「怪物」。だが、機転を利かせたアイヴィーは「怪物」を深い穴に落として殺すことに成功した。彼女は森の果てにある「壁」へと辿り着き、「壁」の外側で出会ったパトロール隊員から必要な薬を得て、ルシアスを救う為に村に帰りついた。
実は時代は西暦1897年ではなく2000年代であり、村と森の在る地は村長の父親の莫大な遺産によって警備され、壁に囲われた立ち入り禁止の自然保護区であった。村は現代の暴力沙汰で身内の命を奪われた年長者たちによって、争いのない理想郷を作ろうと興されたものであり、「怪物」や「掟」などはその真実を知らない二世代以降の若者を「外の世界」へ行かせないための方策だったのだ。
森でアイヴィーを襲った「怪物」はノアであった。知的障害のあるノアは度々「反省部屋」に監禁されるうちに、その床下に年長者が隠していた「怪物」の衣装を見つけ、部屋から抜け出しては小動物を殺す等、「怪物」として振る舞っていたのだ。ノアの死に様は年長者だけの秘密とされ、「怪物」に襲われた犠牲者として葬ることで「掟」の信憑性が高められ、村の平和は維持された。

## キャスト
| 役名                   | 俳優                               | 日本語吹替                                         | 日本語吹替 | 日本語吹替 |
| 役名                   | 俳優                               | ソフト版                                           | 日本テレビ版 | 機内上映版 |
| ---------------------- | ---------------------------------- | -------------------------------------------------- | --- | ---------- |
| アイヴィー・ウォーカー | ブライス・ダラス・ハワード         | 園崎未恵                                           | 小林さやか | 甲斐田裕子 |
| ルシアス・ハント       | ホアキン・フェニックス             | 森川智之                                           | 加瀬康之 |            |
| ノア・パーシー         | エイドリアン・ブロディ             | 宮本充                                             | 桐本琢也 |            |
| エドワード・ウォーカー | ウィリアム・ハート                 | 佐々木勝彦                                         | 原康義 |            |
| アリス・ハント         | シガニー・ウィーバー               | 駒塚由衣                                           | 土井美加 |            |
| オーガスト・ニコルソン | ブレンダン・グリーソン             | 石住昭彦                                           | 浦山迅 |            |
| クラック夫人           | チェリー・ジョーンズ               | 定岡小百合                                         | 一柳みる |            |
| ヴィヴィアン・パーシー | セリア・ウェストン                 |                                                    | |            |
| ロバート・パーシー     | ジョン・クリストファー・ジョーンズ |                                                    | |            |
| ヴィクター             | フランク・コリソン                 | 中博史                                             | |            |
| タビサ・ウォーカー     | ジェイン・アトキンソン             | 小野洋子                                           | 立石凉子 |            |
| キティ・ウォーカー     | ジュディ・グリア                   | 伊藤美紀                                           | 高橋理恵子 |            |
| クリストフ・クレイン   | フラン・クランツ                   |                                                    | 鳥海勝美 |            |
| フィントン・コイン     | マイケル・ピット                   | 平川大輔                                           | 竹若拓磨 |            |
| ジェイミソン           | ジェシー・アイゼンバーグ           |                                                    | |            |
| パーク・ランジャー     | M・ナイト・シャマラン              | 白熊寛嗣                                           | |            |
| その他                 | N/A                                | すずき紀子 望月健一 浅井晴美 加藤木賢志 谷井あすか | 北條文栄 島香裕 内田夕夜 吉見一豊 福田信昭 小林由美子 長谷瞳 瀬尾恵子 清和祐子 居谷四郎 菊地ゆうみ 向井修 こんのゆり 伊藤かな恵 |            |
|                        |                                    |                                                    | |            |
| 演出                   |                                    | 安江誠                                             | 清水洋史 |            |
| 翻訳                   |                                    | 菅佐千子                                           | 菅佐千子 |            |
| 調整                   |                                    | 藤樫衛                                             | 田中和成 |            |
| スタジオ               |                                    |                                                    | オムニバス・ジャパン |            |
| 制作                   |                                    | グロービジョン                                     | 東北新社 |            |

- ソフト版：VHS・DVD収録
- 日本テレビ版：初回放送2008年5月30日『金曜ロードショー』

## 評価
レビュー・アグリゲーターのRotten Tomatoesでは219件のレビューで支持率は43%、平均点は5.50/10となった。Metacriticでは40件のレビューを基に加重平均値が44/100となった。
映画評論家の町山智浩はレイ・ブラッドベリの短編小説集『十月はたそがれの国』（1947年）収蔵の「びっくり箱」（原題：Jack-in-the-Box）、およびロジャー・コーマン監督の1958年製作の映画『恐怖の獣人』（原題：Teenage Caveman）と同じアイデアが使われていると指摘している。